# سيمون ريفرز
سيمون ريفرز (بالإنجليزية: Simon Rivers)‏ هو ممثل بريطاني، ولد في 1979.

## وصلات خارجية
- سيمون ريفرز على موقع IMDb (الإنجليزية)